# Nowe
Nowe (in tedesco Neuenburg in Westpreußen) è un comune urbano-rurale polacco del distretto di Świecie, nel voivodato della Cuiavia-Pomerania.
Ricopre una superficie di 106,36 km² e nel 2007 contava 10693 abitanti.